# Municipio de Tepic
El municipio de Tepic es uno de los 20 municipios en que se encuentra dividido el estado mexicano de Nayarit; su cabecera municipal, la ciudad de Tepic, es también la capital del estado.

## Geografía
El municipio de Tepic se encuentra localizado en la zona centro-sur del estado de Nayarit, justo al pie de la Sierra Madre Occidental y en su transición hacia la Llanura costera del Pacífico. Tiene una extensión territorial de 1,983.3 kilómetros cuadrados que representan el 7.25% de la extensión total de Nayarit y lo convierte en el sexto municipio más extenso del estado. Sus coordenadas geográficas extremas son 21° 23' - 21° 52' de latitud norte y 104° 35' - 105° 09' de longitud oeste y su altitud va de un máximo de 2 300 a un mínimo de 100 metros sobre el nivel del mar.
El municipio limita al noreste con el municipio del Nayar, al sureste, este y sur con el municipio de Santa María del Oro, al sur con el municipio de Xalisco, al oeste con el municipio de San Blas y al noroeste con el municipio de Santiago Ixcuintla.

## Demografía
De acuerdo con los resultados del Censo de Población y Vivienda de 2020 realizado por el Instituto Nacional de Estadística y Geografía, el municipio de Tepic tiene una población total de 425,924 personas, de las cuales 207,092 son hombres y 218,832 son mujeres.

### Localidades
En el municipio de Tepic se localizan un total de 138 localidades, siendo las principales y su población en 2010 las siguientes:
| Localidad                  | Población |
| Total Municipio            | 425 924   |
| Tepic                      | 371 387   |
| Francisco I. Madero (Puga) | 7 091     |
| San Cayetano               | 4 345     |
| Camichin de Jauja          | 2 358     |
| Bellavista                 | 2 291     |
| El Jicote                  | 1 882     |
| Atonalisco                 | 1 711     |
| Santiago de Pochotitán     | 1 668     |
| CEFERESO                   | 1 362     |
| Lo de Lamedo               | 1 356     |
| San Luis de Lozada         | 1 187     |
| La Cantera                 | 1 174     |
| El Ahuacate                | 1 148     |
| Colonia 6 de Enero         | 1 141     |
| La Corregidora             | 1 089     |
| La Fortuna                 | 1 046     |

## Política
El gobierno del municipio le corresponde al Ayuntamiento, que se conforma por el presidente municipal, un síndico y 16 Regidores; todos son electos mediante voto popular libre, directo y secreto para un periodo de tres años no reelegibles para el periodo inmediato pero sí de forma no continua y entran a ejercer sus cargos el día 17 de septiembre del año de su elección.

### Representación legislativa
Para la elección de diputados locales al Congreso de Nayarit y de diputados federales a la Cámara de Diputados federal, el municipio de Tepic se encuentra integrado en los siguientes distritos electorales:
Local:
- I Distrito Electoral Local de Nayarit con cabecera en Tepic.
- II Distrito Electoral Local de Nayarit con cabecera en Tepic.
- III Distrito Electoral Local de Nayarit con cabecera en Tepic.

Federal:
- Distrito electoral federal 2 de Nayarit con cabecera en la ciudad de Tepic.[6]

### Presidentes municipales

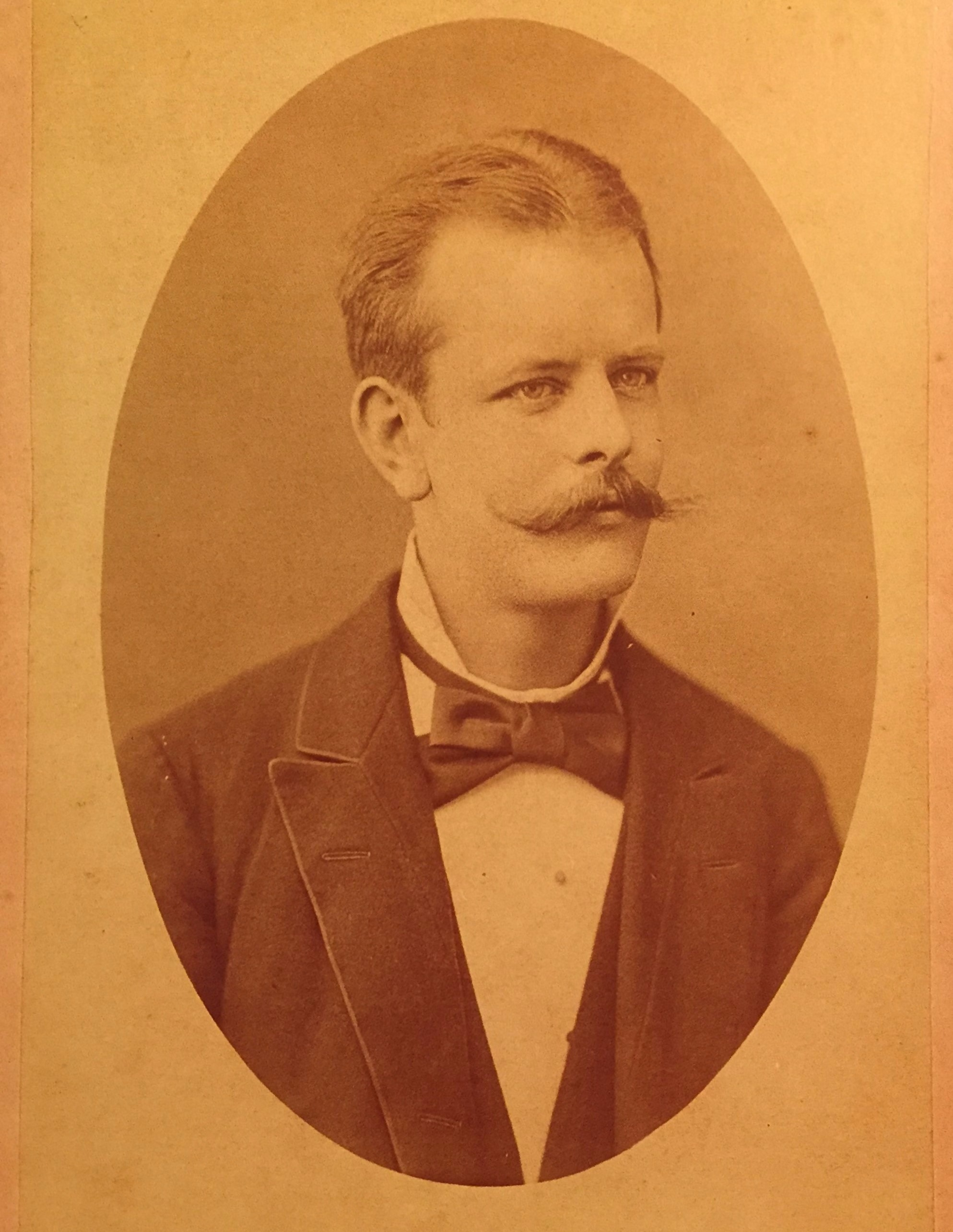
Jorge Federico Beyer Witthofftt, presidente municipal de Tepic
de 1912 a 1915